# Кубок Австрії з футболу 1974—1975
Кубок Австрії з футболу 1974–1975 — 41-й розіграш кубкового футбольного турніру в Австрії. Титул втретє здобув Ваккер (Інсбрук).

## Календар
| Раунд        | Дата                        | Матчі | Клуби   |
| ------------ | --------------------------- | ----- | ------- |
| Перший раунд | 3-4 серпня 1974             | 22    | 54 → 32 |
| 1/16 фіналу  | 27 серпня - 1 вересня 1974  | 16    | 32 → 16 |
| 1/8 фіналу   | 12-13 жовтня 1974           | 8     | 16 → 8  |
| 1/4 фіналу   | 29 березня - 16 квітня 1975 | 4     | 8 → 4   |
| 1/2 фіналу   | 23/30 квітня 1975           | 4     | 4 → 2   |
| Фінал        | 17/25 червня 1975           | 2     | 2 → 1   |

## Перший раунд
| Команда 1                | Рахунок      | Команда 2                 |
| ------------------------ | ------------ | ------------------------- |
| 3-4 серпня 1974          |              |                           |
| Адміра (Лінц) (3)        | 2:2 пен. 4:2 | Галлайнер (3)             |
| Зальцбургер 1914 (3)     | 0:1          | Форарлберг (2)            |
| Санкт-Валентін (3)       | 1:0 дч       | Бішофсгофен (2)           |
| Гредіг (3)               | 2:0          | Гріскірхен (3)            |
| Рудершдорф (4)           | 1:2 дч       | Зіммерингер (2)           |
| Брегенц/Блуденц (3)      | 0:2          | ФК Дорнбірн (2)           |
| ШКА Санкт-Файт (3)       | 1:3          | Радентгайн/Філлахер (2)   |
| Блау-Вайсс Фельдкірх (3) | 6:3          | Куфштайн (3)              |
| Дойчландсбергер (3)      | 1:0          | Вольфсбергер (2)          |
| Роттенманн (3)           | 2:1          | Флавія Солва (3)          |
| Донавіц (Леобен) (2)     | 1:0          | Капфенберг (2)            |
| ШК Інсбруккер (3)        | 0:1          | Гехшт (3)                 |
| Кремсер (3)              | 2:0          | Адміра-Вінер-Нойштадт (3) |
| Рапід (Лієнц) (2)        | 1:2          | Грацер (2)                |
| Гогенемс (3)             | 4:2          | Кундль (3)                |
| Пінкафельд (3)           | 2:1          | Баденер (3)               |
| Гайд Штоккерау (2)       | 4:0          | Рехніц (3)                |
| Електра (Відень) (4)     | 1:2          | Вінер-Нойштадт (2)        |
| Белерверк (4)            | 0:2          | Вінер Шпорт-Клуб (2)      |
| Санкт-Магдалена (4)      | 3:1          | ШФ Санкт-Файт (3)         |
| Ландштрассен (4)         | 0:3          | Ферст Вієнна (2)          |
| Ліцен (3)                | 2:1          | Швехат (3)                |

## 1/16 фіналу
| Команда 1                | Рахунок      | Команда 2            |
| ------------------------ | ------------ | -------------------- |
| 27 серпня 1974           |              |                      |
| Грацер (2)               | 2:3          | ФОЕСТ (Лінц)         |
| 28 серпня 1974           |              |                      |
| Гогенемс (3)             | 1:3          | Аустрія (Зальцбург)  |
| Блау-Вайсс Фельдкірх (3) | 0:3          | Ваккер (Інсбрук)     |
| Кремсер (3)              | 0:4          | Рапід (Відень)       |
| 30 серпня 1974           |              |                      |
| Ферст Вієнна (2)         | 3:0          | Айзенштадт           |
| Форарлберг (2)           | 2:1          | ФК Дорнбірн (2)      |
| 31 серпня 1974           |              |                      |
| Вінер Шпорт-Клуб (2)     | 2:2 пен. 2:1 | Аустрія-ВАК (Відень) |
| Радентгайн/Філлахер (2)  | 0:1 дч       | ЛАСК Лінц            |
| Ліцен (3)                | 1:2          | Аустрія (Клагенфурт) |
| Пінкафельд (3)           | 0:5          | Адміра/Ваккер        |
| Зіммерингер (2)          | 2:0 дч       | Гайд Штоккерау (2)   |
| Адміра (Лінц) (3)        | 2:1          | Санкт-Магдалена (4)  |
| Дойчландсбергер (3)      | 1:5          | Донавіц (Леобен) (2) |
| Вінер-Нойштадт (2)       | 1:0          | Санкт-Валентін (3)   |
| 1 вересня 1974           |              |                      |
| Роттенманн (3)           | 1:4          | Штурм                |
| Гехшт (3)                | 2:1          | Гредіг (3)           |

## 1/8 фіналу
| Команда 1            | Рахунок      | Команда 2            |
| -------------------- | ------------ | -------------------- |
| 12 жовтня 1975       |              |                      |
| ЛАСК Лінц            | 2:1 дч       | Аустрія (Клагенфурт) |
| Штурм                | 3:0          | Гехшт (3)            |
| Аустрія (Зальцбург)  | 1:1 пен. 5:6 | ФОЕСТ (Лінц)         |
| Рапід (Відень)       | 2:1          | Адміра/Ваккер        |
| Донавіц (Леобен) (2) | 0:2          | Ферст Вієнна (2)     |
| 13 жовтня 1975       |              |                      |
| Адміра (Лінц) (3)    | 2:2 пен. 5:6 | Вінер-Нойштадт (2)   |
| Форарлберг (2)       | 2:1          | Вінер Шпорт-Клуб (2) |
| Зіммерингер (2)      | 0:3          | Ваккер (Інсбрук)     |

## 1/4 фіналу
| Команда 1        | Рахунок | Команда 2          |
| ---------------- | ------- | ------------------ |
| 29 березня 1975  |         |                    |
| Форарлберг (2)   | 1:0 дч  | Вінер-Нойштадт (2) |
| 15 квітня 1975   |         |                    |
| Штурм            | 1:0 дч  | ЛАСК Лінц          |
| 16 квітня 1975   |         |                    |
| ФОЕСТ (Лінц)     | 2:1     | Рапід (Відень)     |
| Ваккер (Інсбрук) | 5:1     | Ферст Вієнна (2)   |

## 1/2 фіналу
| Команда 1         | Заг.    | Команда 2        | 1-й матч | 2-й матч |
| ----------------- | ------- | ---------------- | -------- | -------- |
| 23/30 квітня 1975 |         |                  |          |          |
| ФОЕСТ (Лінц)      | 2:2 (ч) | Ваккер (Інсбрук) | 2:1      | 0:1      |
| Штурм             | 7:3     | Форарлберг (2)   | 3:1      | 4:2      |

## Фінал
| Команда 1         | Заг. | Команда 2 | 1-й матч | 2-й матч |
| ----------------- | ---- | --------- | -------- | -------- |
| 17/25 червня 1975 |      |           |          |          |
| Ваккер (Інсбрук)  | 3:2  | Штурм     | 3:0      | 0:2      |

### Перший матч
| 17 червня 1975 |

| Ваккер (Інсбрук)                              | 3:0      | Штурм |
| --------------------------------------------- | -------- | ----- |
| Горват 1' (пен.), 40' (пен.) Фліндт-Б'єрг 50' | Протокол |       |

| Тіволі, Інсбрук Глядачів: 7 000 Арбітр: Франц Латцін |

### Повторний матч
| 25 червня 1975 |

| Штурм            | 2:0      | Ваккер (Інсбрук) |
| ---------------- | -------- | ---------------- |
| Кульмер 31', 53' | Протокол |                  |

| Бундесштадіон Лібенау, Грац Глядачів: 10 000 Арбітр: Франц Верер |